# Geografia de Guadalupe

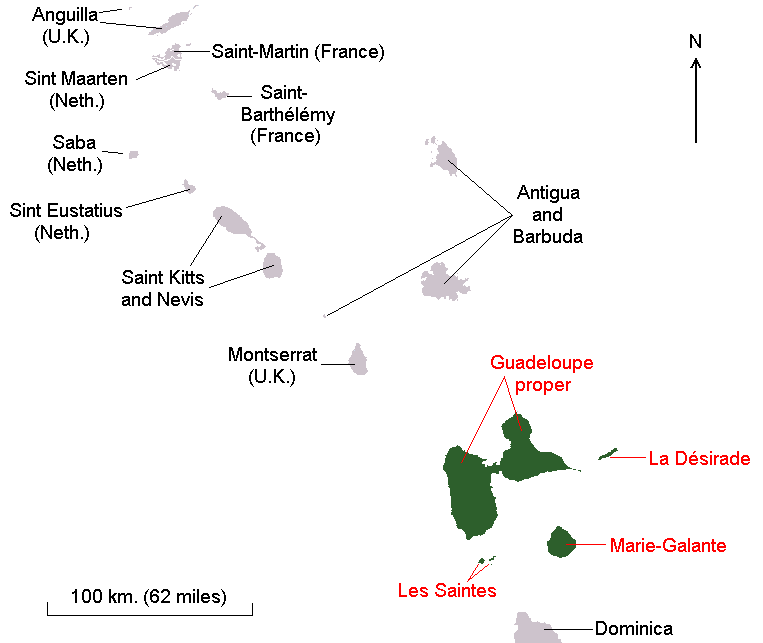
Mapa de Guadalupe.

O território de Guadalupe (16°15′N 61°35′W) é constituído por dois grupos de ilhas:
- a "ilha de Guadeloupe" (não confundir com a ilha mexicana de Guadalupe), que é na realidade composta por duas ilhas, ilha de Basse-Terre e Grande Terre, e ilhas próximas:
  - Marie Galante
  - La Désirade
  - Les Saintes
  - ilhas da Petite-Terre

- e ainda por um grupo situado bastante mais a norte, constituído por São Bartolomeu, pela metade norte de São Martinho e por ilhotas circunvizinhas.

A capital deste departamento ultramarino e região francesa, Basse-Terre, encontra-se no sul da ilha de Basse-Terre, no sopé do vulcão activo La Grande Soufrière.

## Nome
A ilha principal era chamada pelos nativos de Calauçaera e, mais tarde Karukera, que significa “ilha de belas águas”. Cristóvão Colombo, que a descobriu em 14 de Novembro de 1493 “batizou-a” “ilha de Santa Maria de Guadalupe”, padroeira da comunidade autónoma da Estremadura, em Espanha.